# Montezuma (Minas Gerais)
Montezuma é um município brasileiro do estado de Minas Gerais. Está localizado no norte de Minas Gerais, na microrregião de Salinas, compõe com outros municípios o Alto Rio Pardo. O município faz divisa com a cidade de Mortugaba, no estado da Bahia e com os municípios mineiros de Espinosa, Santo Antônio do Retiro, Rio Pardo de Minas, Vargem Grande do Rio Pardo e São João do Paraíso. Montezuma é famosa por possuir um balneário de águas quentes naturais, uma das principais fontes de renda para sua população. As principais produções do município são: agropecuária e produção de carvão vegetal.

## História
A sua povoação começa a partir da fazenda da Tábua, no início do século XIX. O arraial formado é chamado de Água Quente por causa da descoberta de uma fonte de água termal por um caçador nas proximidades do ribeirão da Tábua. A fama das águas milagrosas se espalha, atraindo pessoas de diversos lugares. Várias outras fontes são descobertas. Forma-se, a partir daí, o povoado. Em 1890, com o nome da Santana da Água Quente, é criado o distrito. O nome é reduzido para Água Quente em 1938 e, cinco anos mais tarde, é dada a atual denominação de Montezuma.

## Relevo
O município se encontra em terras altas da Serra do Espinhaço, em altitudes entre  a mínima de 805 metros e a máxima de 1.306 metros em relação ao nível do mar.

## Biodiversidade
O território do município se encontra dividido parte no bioma da Mata Atlântica e parte no bioma do Cerrado. As fisionomias vegetais mais comuns são coberturas vegetais de campo, campo cerrado e cerrado distribuídas em todo o município e campos rupestres a oeste do município.
O município é conhecido por abrigar a maior árvore de pequi do mundo. A espécie, registrada com o nome científico Caryocar brasiliense, é protegida por lei estadual que restringe sua supressão.

## Turismo
O município foi incluído pelo Governo de Minas Gerais no Circuito Turístico Serra Geral do Norte de Minas, devido às belezas cênicas e atrativos histórico-culturais. A cidade destaca-se no circuito turístico por atrair turistas da região devido à existência do balneário de águas termais cujas fontes são conhecidas desde o século XIX. Existem hoteis, pousadas e chalés na cidade que exploram a atividade hoteleira para atender turistas interessados no turismo hidrotermal, entretanto o potencial turístico não é totalmente explorado.